# Hanyuan
Hanyuan (en chino, 汉源县; pinyin, Hànyuán) es un condado bajo la administración directa de la ciudad-prefectura de Ya'an. Se ubica en la provincia de Sichuan, centro-sur de la República Popular China. Su área es de 2214 km² y su población total para 2010 superó los 324 mil habitantes. 

## Administración
Desde diciembre de 2019, el  Condado Hanyuan se divide en 21 pueblos que se administran en 12 poblados, 4 villas y 5 villas étnicas. 

## Toponimia
El topónimo Hanyuan [/Jan-yuán/] significa  'la fuente del Han'. En el año 605 durante la dinastía Sui, se estableció el Condado Hanyuan porque el río Han (ahora río Liusha) se origina en el condado, de ahí su nombre.